# مقاطعة لي (فلوريدا)
مقاطعة لي، فلوريدا (بالإنجليزية: Lee County, Florida)‏ هي إحدى مقاطعات ولاية فلوريدا في الولايات المتحدة. ، بلغ عدد سكانها 618754 نسمة في عام 2010 حسب إحصاء مكتب تعداد الولايات المتحدة وتصل الكثافة السكانية فيها 297.1 نسمة/كم2.

## المناخ
يظهر الجدول التالي التغييرات المناخية على مدار السنة لمقاطعة لي:
| البيانات المناخية لـمقاطعة لي        | البيانات المناخية لـمقاطعة لي | البيانات المناخية لـمقاطعة لي | البيانات المناخية لـمقاطعة لي | البيانات المناخية لـمقاطعة لي | البيانات المناخية لـمقاطعة لي | البيانات المناخية لـمقاطعة لي | البيانات المناخية لـمقاطعة لي | البيانات المناخية لـمقاطعة لي | البيانات المناخية لـمقاطعة لي | البيانات المناخية لـمقاطعة لي | البيانات المناخية لـمقاطعة لي | البيانات المناخية لـمقاطعة لي | البيانات المناخية لـمقاطعة لي |
| الشهر                                | يناير                         | فبراير                        | مارس                          | أبريل                         | مايو                          | يونيو                         | يوليو                         | أغسطس                         | سبتمبر                        | أكتوبر                        | نوفمبر                        | ديسمبر                        | المعدل السنوي                 |
| ------------------------------------ | ----------------------------- | ----------------------------- | ----------------------------- | ----------------------------- | ----------------------------- | ----------------------------- | ----------------------------- | ----------------------------- | ----------------------------- | ----------------------------- | ----------------------------- | ----------------------------- | ----------------------------- |
| الدرجة القصوى °ف (°م)                | 90 (32)                       | 92 (33)                       | 93 (34)                       | 96 (36)                       | 99 (37)                       | 103 (39)                      | 101 (38)                      | 100 (38)                      | 98 (37)                       | 95 (35)                       | 95 (35)                       | 90 (32)                       | 103 (39)                      |
| متوسط درجة الحرارة الكبرى °ف (°م)    | 74.7 (23.7)                   | 77.2 (25.1)                   | 80.4 (26.9)                   | 84.6 (29.2)                   | 89.4 (31.9)                   | 91.5 (33.1)                   | 91.9 (33.3)                   | 91.8 (33.2)                   | 90.5 (32.5)                   | 86.7 (30.4)                   | 81.3 (27.4)                   | 76.6 (24.8)                   | 84.7 (29.3)                   |
| متوسط درجة الحرارة الصغرى °ف (°م)    | 53.7 (12.1)                   | 55.9 (13.3)                   | 59.4 (15.2)                   | 63.1 (17.3)                   | 68.7 (20.4)                   | 73.5 (23.1)                   | 74.5 (23.6)                   | 74.9 (23.8)                   | 74.3 (23.5)                   | 69.1 (20.6)                   | 62.0 (16.7)                   | 56.4 (13.6)                   | 65.5 (18.6)                   |
| أدنى درجة حرارة °ف (°م)              | 27 (−3)                       | 27 (−3)                       | 33 (1)                        | 39 (4)                        | 50 (10)                       | 58 (14)                       | 66 (19)                       | 65 (18)                       | 63 (17)                       | 45 (7)                        | 34 (1)                        | 24 (−4)                       | 24 (−4)                       |
| معدل هطول الأمطار إنش (مم)           | 1.89 (48)                     | 2.13 (54)                     | 2.84 (72)                     | 2.02 (51)                     | 2.72 (69)                     | 10.28 (261)                   | 9.14 (232)                    | 10.21 (259)                   | 8.55 (217)                    | 2.67 (68)                     | 1.92 (49)                     | 1.69 (43)                     | 56.06 (1٬424)                 |
| متوسط الأيام الممطرة (≥ 0.01 in)     | 5.5                           | 5.2                           | 6.2                           | 4.2                           | 6.8                           | 16.0                          | 17.6                          | 17.9                          | 15.4                          | 6.8                           | 4.4                           | 4.5                           | 110.5                         |
| المصدر: NOAA (extremes 1892–present) |                               |                               |                               |                               |                               |                               |                               |                               |                               |                               |                               |                               |                               |

## وصلات خارجية
- www.lee-county.com